# Лулі Бітрі
Лулі Бітрі (27 червня 1976) — албанська акторка. Закінчила Академію музики та мистецтв Албанії.

## Вибіркова фільмографія
- Живий (2009)
- Амністія (2011)